# Edith Storey
Edith Storey (18 de marzo de 1892 – 9 de octubre de 1967) fue una actriz cinematográfica estadounidense, activa durante la época del cine mudo. 

## Biografía
Nacida y criada en la ciudad de Nueva York, Storey empezó a actuar siendo niña. Su hermano, Richard Storey, fue también actor, aunque su carrera fue breve y con un éxito mucho menor, pudiendo coincidir con su hermana en la interpretación de cuatro filmes.
La carrera de Edith Storey se inició con la cinta titulada Francesca di Rimini (1908), también titulada The Two Brothers. Ese año rodó otras dos producciones, y un total de 75 en 1913. La mayor parte de los filmes eran de género western, y en los mismos Storey demostraba ser una excelente caballista, interpretando ella sus propias escenas de peligro.
Entre 1913 y 1921 actuó en otros 71 títulos, casi todos ellos cortos. En total trabajó en casi 150 filmes entre 1908 y 1921, destacando de entre ellos The Immortal Alamo (1911), A Florida Enchantment (1914), y The Christian (1914), este último basado en la novela de Hall Caine, la cual fue nuevamente llevada al cine en 1923. 
Finalmente, en 1921, a los 29 años de edad, decidió retirarse. A lo largo de la mayor parte de su carrera, Edith Storey trabajó para los estudios Vitagraph, con base en Nueva York, excepto entre 1910 y 1911, cuando trabajó con un contrato con Star Film Company en San Antonio (Texas).
Edith Storey falleció en 1967 en Northport (Nueva York). Fue incinerada y sus cenizas descansan en el Crematorio y Columbario Fresh Pond, en el barrio neoyorquino de Middle Village.
A Storey se le concedió una estrella en el Paseo de la Fama de Hollywood, en el 1523 de Vine Street, por su trabajo cinematográfico.

## Filmografía seleccionada

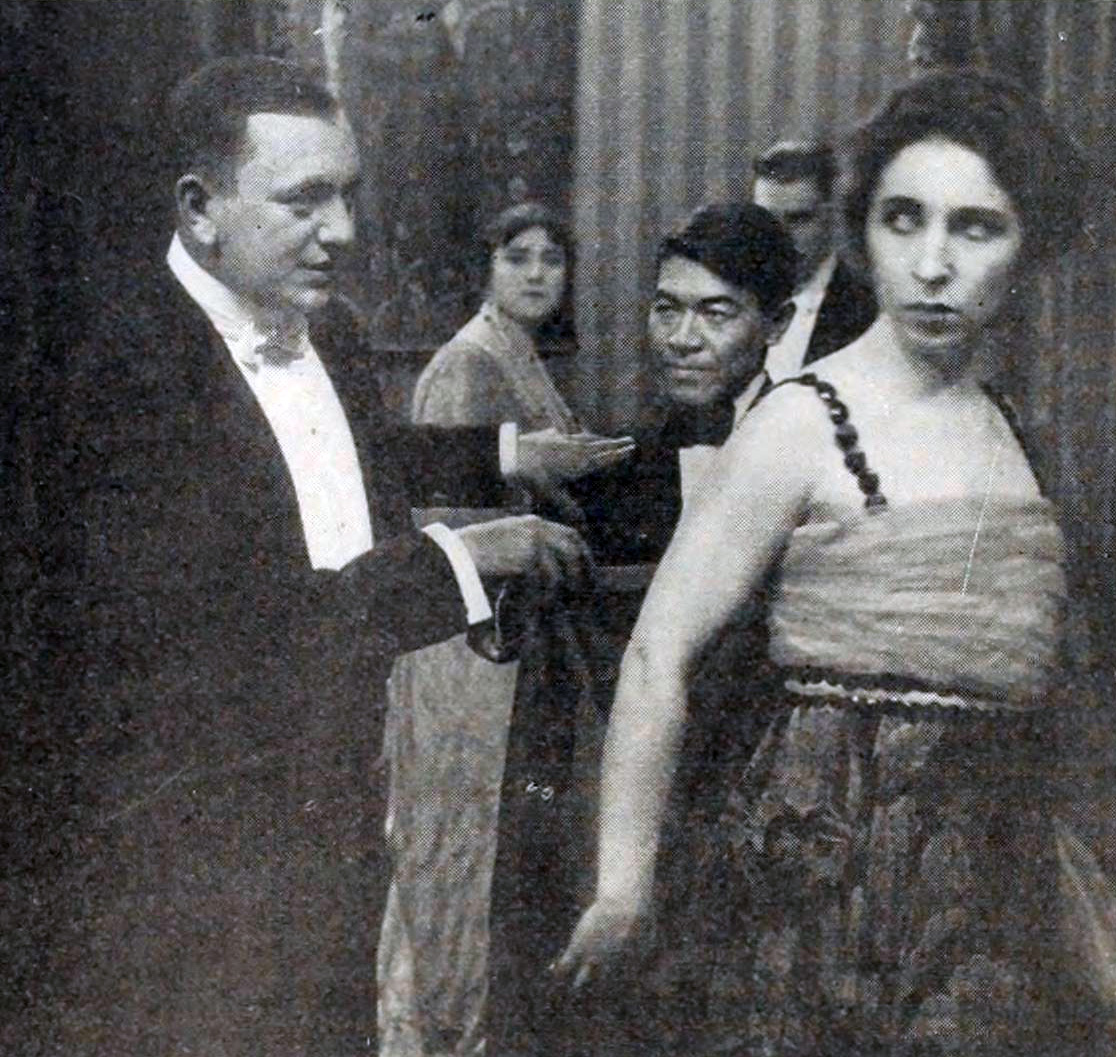
The Shop Girl (1916)

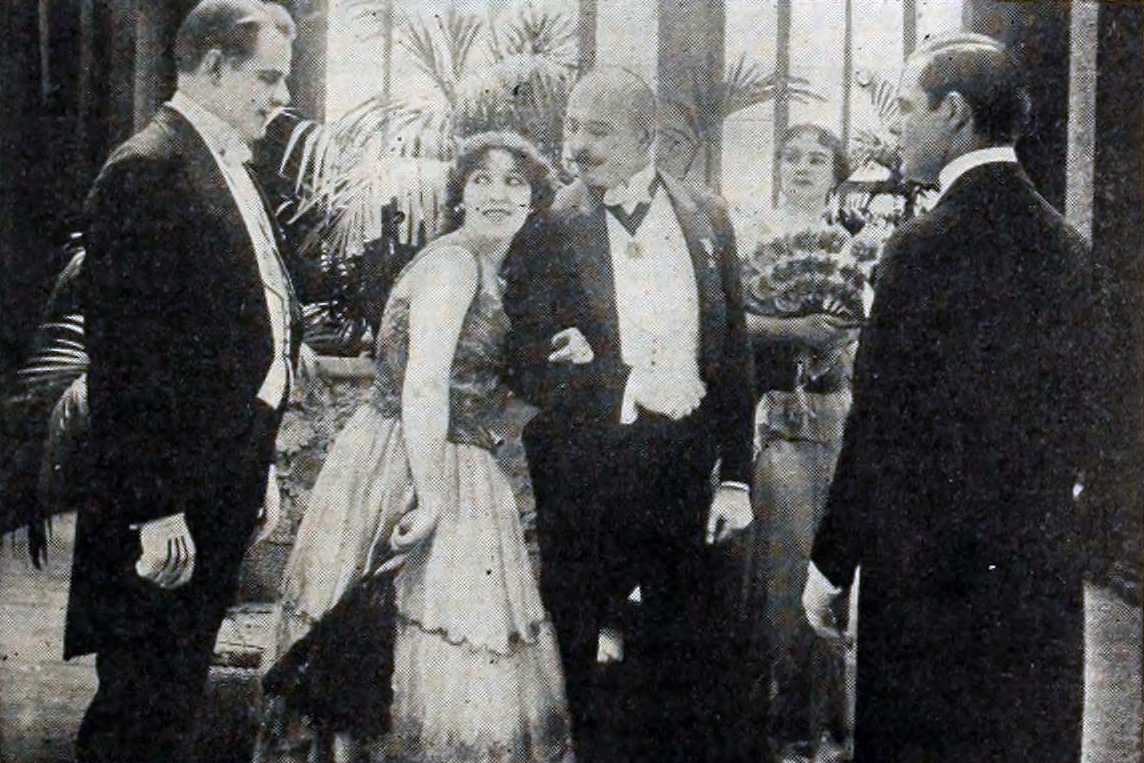
The Tarantula (1916)

- Revenge (1918)
- The Eyes of Mystery (1918)
- The Legion of Death (1918)
- A Florida Enchantment (1914)
- Captain Alvarez (1914)
- Never Again (1912)
- Billy the Kid (1911)
- The Immortal Alamo (1911)
- A Tale of Two Cities (1911)
- Oliver Twist (1909)